# Neo Angelique Abyss
Neo Angelique Abyss (ネオ アンジェリーク Abyss) est une série anime sortie en 2008, immédiatement suivie d'une deuxième série nommée Neo Angelique Abyss -Second Age- (ネオ アンジェリーク Abyss -Second Age-). L'histoire est adaptée de celle du jeu vidéo Neo Angelique sorti en 2006 et du manga homonyme publié de 2006 à 2008, spin-off de la série Angelique.

## Description
La série Neo Angelique Abyss est réalisée par le studio d'animation Yumeta Company pour la compagnie de production Koei, d'après les dessins de la mangaka Kairi Yura. Elle est diffusée du 6 avril au 29 juin 2008 sur divers chaines japonaises dont TV Tokyo. L'animé introduit quatre nouveaux personnages qui ne figuraient pas dans le jeu original.
Une deuxième série des mêmes auteurs, titrée Neo Angelique Abyss -Second Age- et souvent considérée comme une deuxième saison, est diffusée immédiatement après la première, du 6 juillet 2008 au 14 septembre 2008. La première série est éditée le 26 janvier 2010 en Amérique du Nord par Sentai Filmworks, distribuée par Section23 Films. La deuxième série y est également reprise par Sentai et éditée le 30 mars 2010.

## Histoire
L'histoire se déroule sur un continent imaginaire appelé Arcadia. Une jeune fille aspirant à devenir médecin, Angelique, apprend qu'elle est l'Œuf de la Reine, c'est-à-dire l'incarnation actuelle de la légendaire Reine du Cosmos. Lorsque de mystérieuses entités ectoplasmiques appelées Thanatos commencent à envahir le continent, il se trouvera que seule Angelique possédera le pouvoir de les purifier. Mais ses véritables pouvoirs n'étant pas encore réveillés, elle ne peut pas les combattre directement; elle s'alliera donc avec quatre garçons possédant également des pouvoirs, et formeront ensemble le groupe des Chasseurs d'Aubes.

## Génériques
Neo Angelique Abyss
- Début : Joy to the World, par Hiroki Takahashi, Tōru Ōkawa, Masaya Onosaka et Daisuke Ono
- Fin : Aiai Gasa, par Tegomass

Neo Angelique Abyss -Second Age-
- Début : Silent Destiny, par Ōbuhantā 4
- Fin : Kataomoi no Chiisana Koi, par Tegomass

## Distribution
- Aya Endo : Angelique
- Hiroki Takahashi : Rayne
- Tōru Ōkawa : Nyx
- Daisuke Hirakawa : Bernard
- Daisuke Ono : Hyuga
- Kappei Yamaguchi : René
- Masaya Onosaka : J. D.
- Miyu Irino : Erenfried
- Ryōhei Kimura : Roche
- Taiten Kusunoki : Mathias
- Yūichi Nakamura : Jet